# Chieh Tsao
Chieh Tsao (Chinees: 曹节) (Singapore, 27 december 1953 – Singapore, oktober 1996) was een Singaporees componist, ingenieur en wiskundige.

## Levensloop
Tsao kreeg zijn basisopleiding aan de St Michael's en St Joseph's Institutie in Singapore en studeerde piano bij Victor Doggett waar hij zijn Licentiate of the Royal Schools of Music (LRSM) voor piano op 18-jarige leeftijd kreeg. Met een studiebeurs van de Singapore Armed Forces kon hij ingenieur-studies volgen aan de University of Manchester Institute of Science and Technology. Gedurende de tijd in Engeland kon hij verschillende seminaria volgen voor orkestratie aan het Manchester Music Department, maar zijn voornamelijk muzikaal informatiebron was de studie van partituren en het bijwonen van concerten met een zo mogelijk breed repertoire. 
Na zijn terugkomst in Singapore in 1975 werkte hij voor het ministerie van landsverdediging in Singapore (MINDEF) in verschillende aspecten van landsverdediging en kon vanaf 1980 met een studiebeurs verdere doctorale studies doen aan de Stanford-universiteit in de Verenigde Staten. In Stanford studeerde hij onder andere ook compositie bij Leland Smith. Zijn muzikaal talent kwam naar voren, toen hij de eerste prijs won tijdens de Paul en Jean Hanna muziek competitie met zijn Four Songs from Romantic Poets. In 1986 werd hij opnieuw onderscheiden met de Outstanding Young Person’s Award voor zijn groot orkestwerk Singapore - symfonische suite voor groot orkest. Tsao behaalde zijn Master of Arts in Music Composition, zijn Master of Science in Mathematics en promoveerde als Ph. D. voor Elektro-ingenieur-wetenschappen. 
In 1985 kwam hij terug naar Singapore en vervolgde zijn carrière bij het MINDEF en later aan de Defence Science Organisation. Hij deed grote wetenschappelijke onderzoeken op het gebied van de Radar-techniek. Verder was hij Adjunct Senior Lecturer in de faculteit voor ingenieurswetenschappen van de National University of Singapore. In 1995 verliet hij de militaire organisatie om voorzitter van het bestuur van de Sembawang Corporation te worden. In zijn vrije tijd componeerde hij werken voor orkest en deed experimenten met microtonaale muziek voor synthesizers en computers. Hij was verder van plan een opera te schrijven, die gebaseerd was op de legende van de Singaporees Bukit Merah. Maar jammer genoeg kon hij daarmee alleen maar starten, omdat hij op 42-jarige leeftijd aan kanker overleed.

## Composities

### Werken voor orkest
- 1982-1983 Overture in C
- 1984-1985 Singapore, symfonische suite voor groot orkest
  1. Prelude & Fugue
  2. March
  3. Scherzo
  4. Passacaglia
  5. Finale
- 1987-1988 Stasis
- 1989-1990 Amidst the sough of winds...., gebaseerd op twee gedichten ("Finger of the Cape" en "A Boy Drowns") van Edwin Thumboo voor spreker en orkest
- 1991-1992 Prelude, Interlude and Fugato, voor orkest
- 1994 Two Little Pieces, voor orkest
  1. Idyll
  2. Dance

### Werken voor harmonieorkest
- 1988 Singapore Artillery Centennial March 1988

### Vocale muziek
- 1984 Four Songs from Romantic Poets, voor sopraan en kamerensemble
- 1995 Old House at Ang Siang Hill, voor sopraan en piano

### Kamermuziek
- 1980 Canzone, voor fluit en piano
- 1980 Roundelay, voor fluit en piano
- 1981 Idyll, voor fluit en piano
- 1982 Toccata, voor fluit en piano
- 1984 Caprice, voor twee fluiten en piano
- 1984 Movements, voor fluit, piano en strijkkwartet
- 1988 Variations, voor kamerensemble

### Werken voor piano
- 1983 Sonata

### Elektronische muziek
- 1994 Sine.Mus
- 1994-1995 Test piece for KW, voor computer
- 1994-1995 Rhapsody for synthesized flute on a 17-tone scale
- 1994-1995 Study in four temperaments

## Publicaties
- Chieh Tsao: Matrix Quantization of LPC Speech Using the Generalized Lloyd Algorithm, Dissertation  Ph.D., Stanford University, 1985.

- Library of Congress Control Number: no2004013557
- Virtual International Authority File: 12010889
- WorldCat: E39PBJgMw7D3Y3m8P8cf49f8YP